# Ramphotyphlops micromma
Ramphotyphlops micromma este o specie de șerpi din genul Ramphotyphlops, familia Typhlopidae, descrisă de Storr 1981. Conform Catalogue of Life specia Ramphotyphlops micromma nu are subspecii cunoscute.